# Bosque templado caducifolio

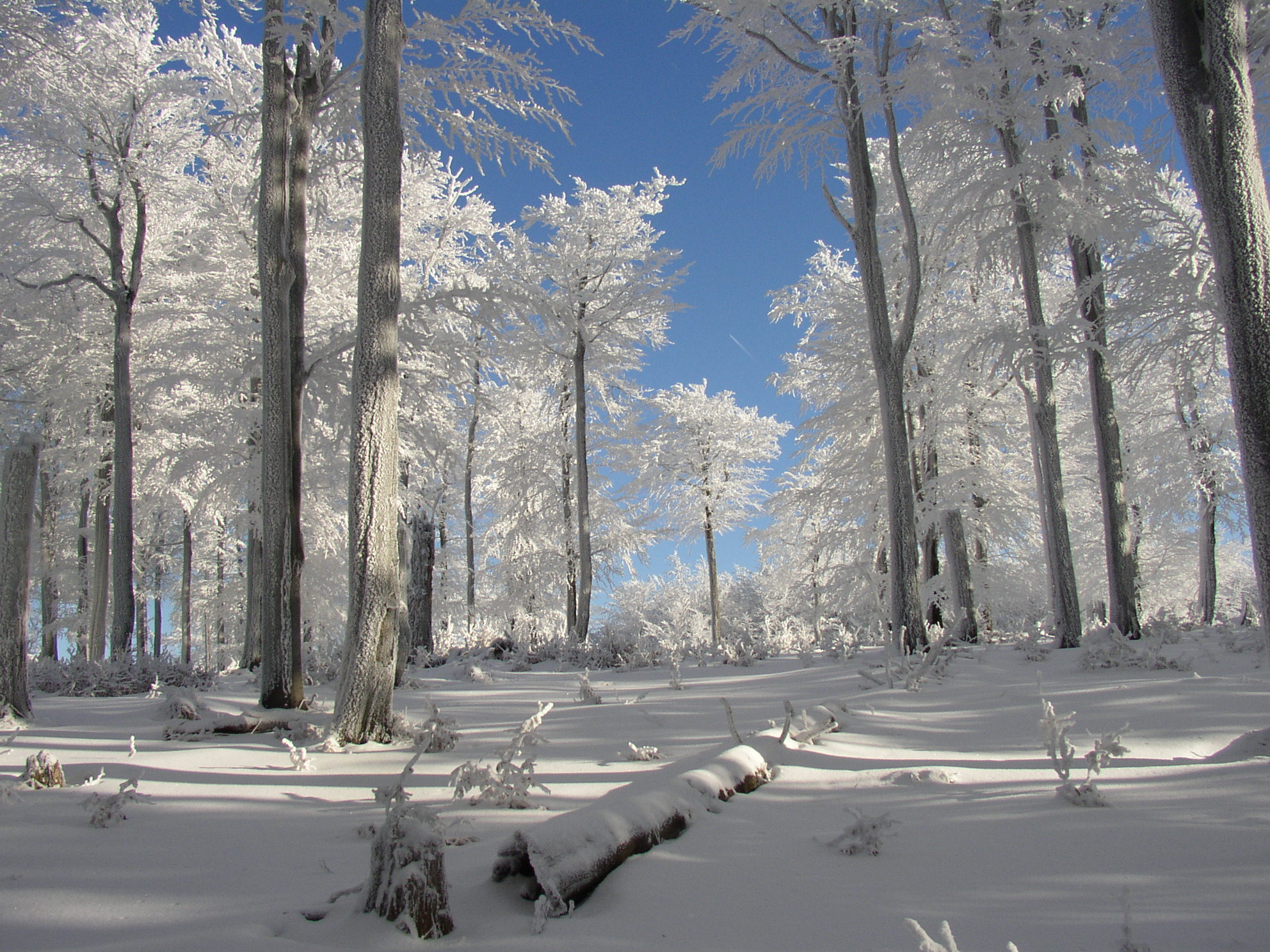
Bosque caducifolio checo durante el invierno.

Un bosque caducifolio, aestisilva o estisilva  es un tipo de bosque templado que puede encontrarse en la zona este y oeste de Estados Unidos, así como en Canadá, Europa, China, Japón, Corea, Argentina, Chile, 
Patagonia Andina y Rusia europea y meridional.

Este tipo de bosque se compone de árboles caducifolios que pierden sus hojas todos los años debido a la temporada desfavorable y se renuevan para la temporada favorable como es el caso de los bosques de robles, arces, hayas y olmos. Forma parte del bioma denominado bosque templado de frondosas.

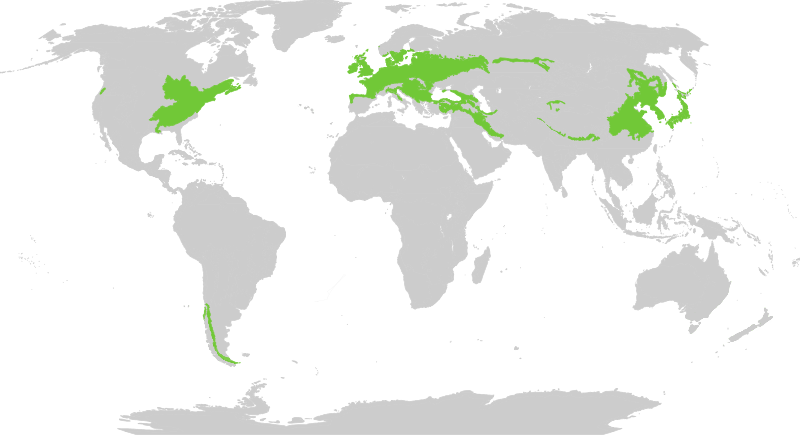
Distribución de los bosques caducifolios y mixtos en el planeta.

En cambio, en Europa Occidental el bosque caducifolio es la biocenosis propia del clima marítimo. Predominan las especies que pierden la hoja en otoño e invierno. Se encuentra entre los 35° y los 50° de latitud. Tiene un régimen térmico moderado, con temperaturas medias mensuales siempre por encima de los 0 °C, y un régimen pluviométrico abundante y bien distribuido a lo largo del año, en el que no hay aridez en ningún mes, con lo que la humedad para las plantas está garantizada. De hecho, las plantas tienen que hacer frente al fenómeno contrario: un exceso de agua que el suelo ya no es capaz de absorber y llega a encharcar las zonas bajas. Presenta cuatro estaciones bien definidas: primavera, verano, otoño e invierno, con una actividad biológica diferenciada en cada una de ellas.

## Ecología

### Las plantas y sus adaptaciones

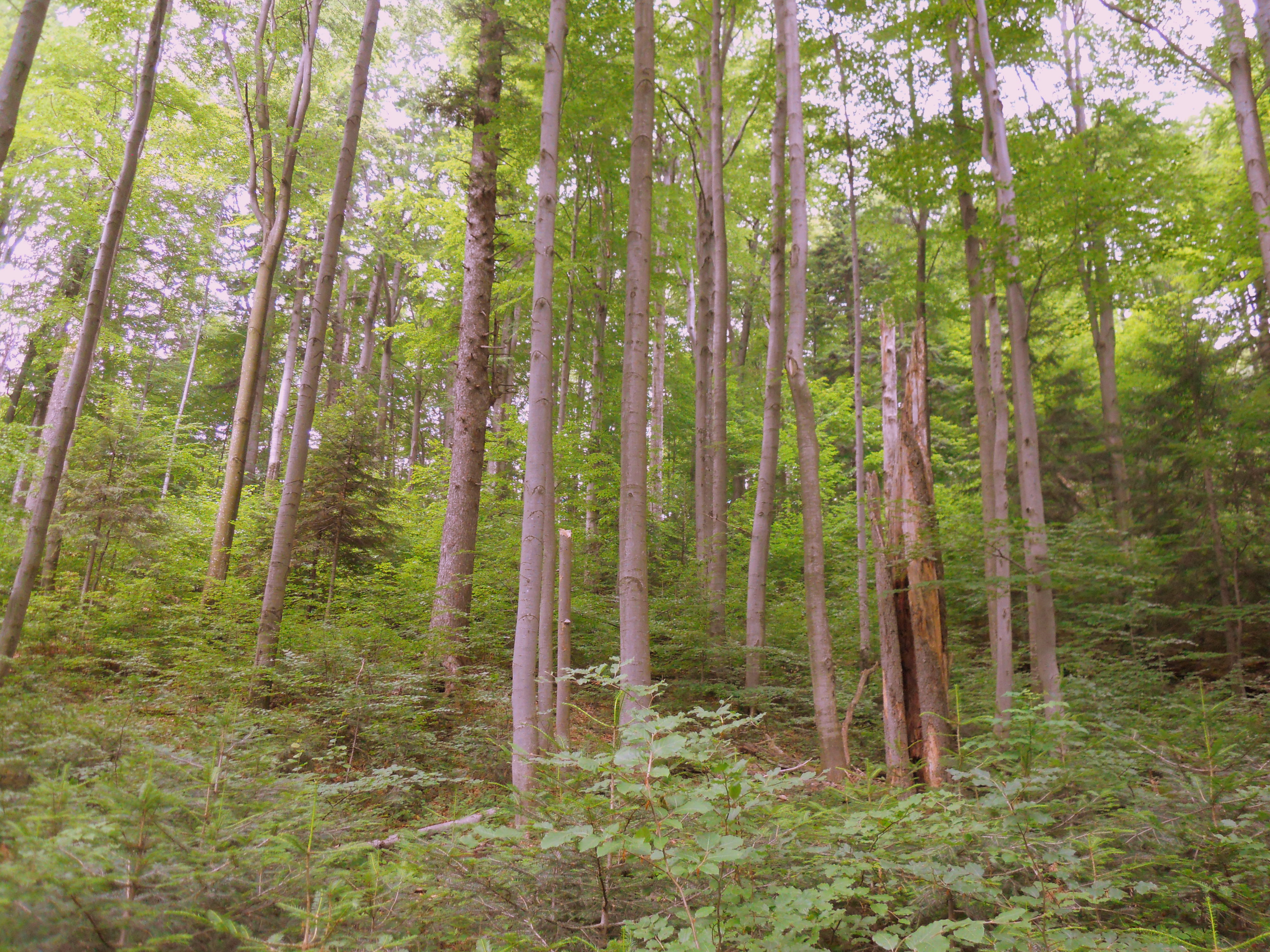
Bosque primario de hayas en Polonia. Estas, junto con los robles, figuran entre las especies más extendidas en este tipo de bosques.

El factor principal para que las plantas de este ecosistema puedan adaptarse es la estacionalidad del clima, por lo cual deben estar muy bien adaptadas para sobrevivir en estas condiciones. Por ejemplo, árboles como los Fagus, el abeto plateado y el olmo tienen hojas que absorben agua y radiación solar. Las ramas de los árboles hacen algo más que proveer de sombra a otras criaturas de este bioma, ya que también proveen los nutrientes necesarios para que el árbol pueda prosperar. Otro ejemplo de adaptación de estos árboles es el hecho de que sus hojas muden en el invierno. Tras dicha muda, los árboles se quedan sin forma de transpirar, con lo que son capaces de retener agua para subsistir todo el invierno.
Dado que la sombra del dosel arbóreo limita el crecimiento de muchos tipos de plantas, muchas especies típicas de estos bosques concentran su periodo de crecimiento y floración al breve período anterior a su desarrollo, como las plantas del género trillium o el jacinto de los bosques. La mayor parte de este tipo de plantas son polinizados por insectos, y las propias semillas son a menudo transportadas por las hormigas, un modo de dispersión conocido como mirmecocoria. Por otra parte existen un número menor de especies capaces de crecer bajo el dosel (como los helechos), e incluso algunas llegan a crecer durante el período en el que los árboles pierden sus hojas.

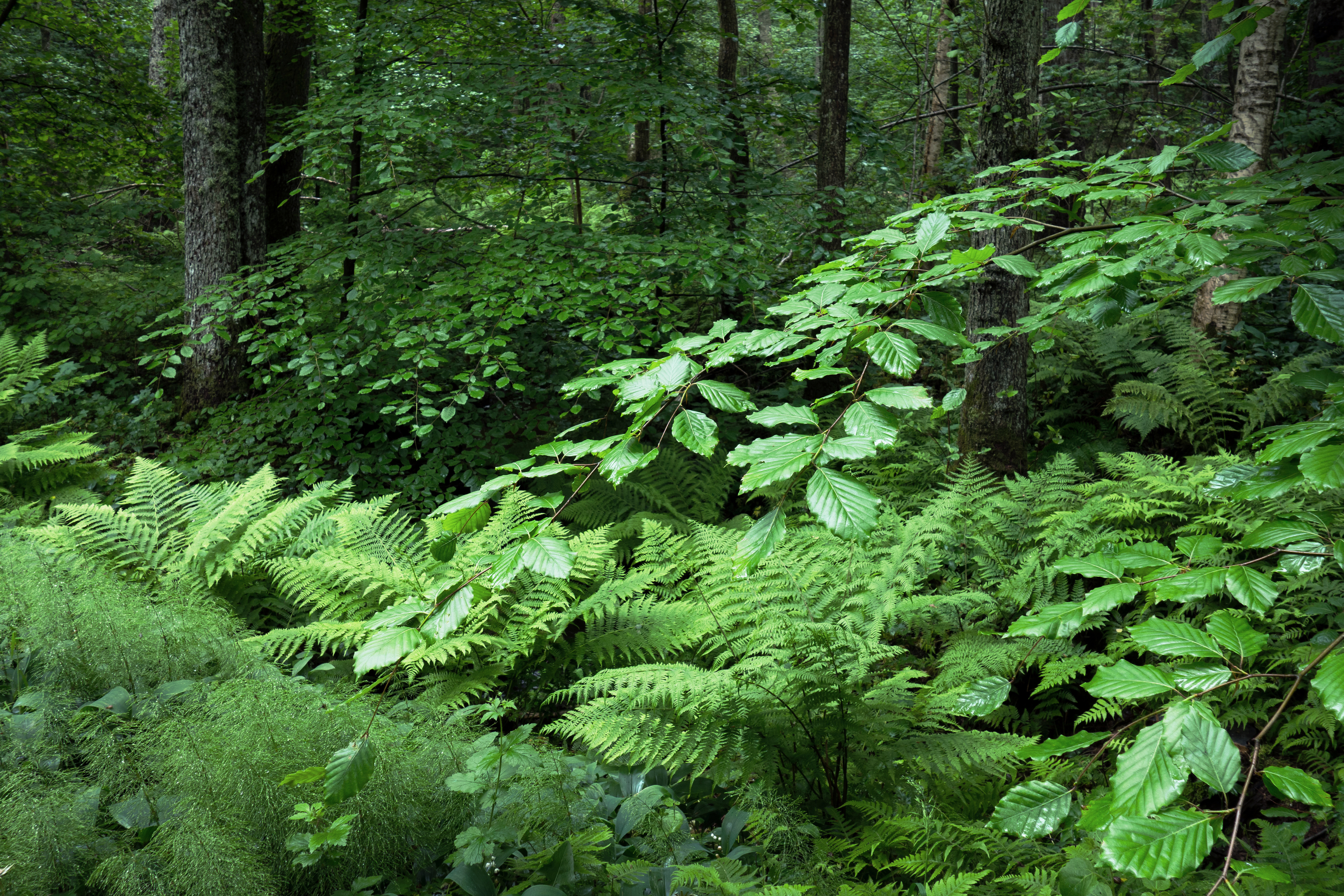
Junto con los líquenes, el musgo y otras pequeñas plantas, los helechos se han adaptado son capaces de crecer bajo el dosel del bosque.

Los bosques de hoja caduca presentan una gran variedad de especies de plantas, de las cuales la mayoría se presentan en torno a tres capas de vegetación. El primer nivel lo forman líquenes, musgos, helechos, flores silvestres, y otras pequeñas plantas que se pueden encontrar en el suelo del bosque. Los arbustos llenan el nivel medio, y los árboles de madera dura como el arce, el roble, el abedul, el magnolio y el haya componen el tercer nivel.

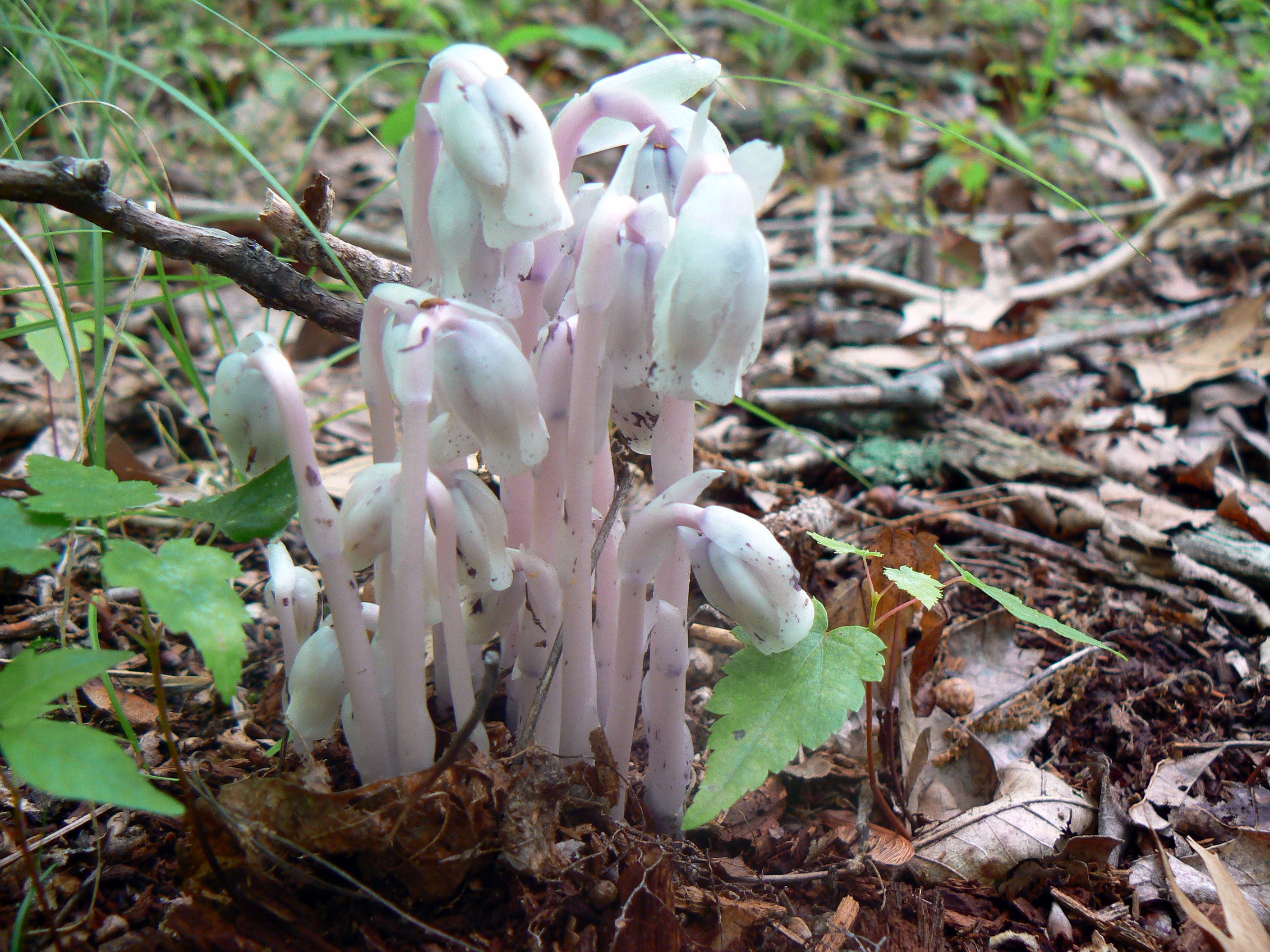
Monotropa uniflora, una de las pocas planta que se ha adaptado a este ambiente bajo un modo de vida parásito.

Muchas plantas del sotobosque tienen adaptaciones en sus hojas para hacer frente a los niveles bajos de luminosidad, y la necesidad de explotar manchas móviles de luz en el suelo del bosque. Unas pocas, como la Monotropa uniflora y las orquídeas Corallorhiza, se han adaptado a las zonas sombrías mediante el parasitismo. Los árboles también son controlados por la sombra. La mayoría de las plántulas de árboles requieren pequeñas brechas de luz creadas cuando los árboles caen y crean espacio para regenerarse. Algunas requieren brechas más grandes, como las producidas por tormentas de viento. Los gradientes de la humedad del suelo, la profundidad del suelo y la elevación controlan la distribución de muchos árboles, arbustos y especies herbáceas.  Algunos requieren condiciones inusuales tales como laderas empinadas, tierra infértil y sequías para escapar de la competencia de las especies arbóreas más comunes.

### Fauna

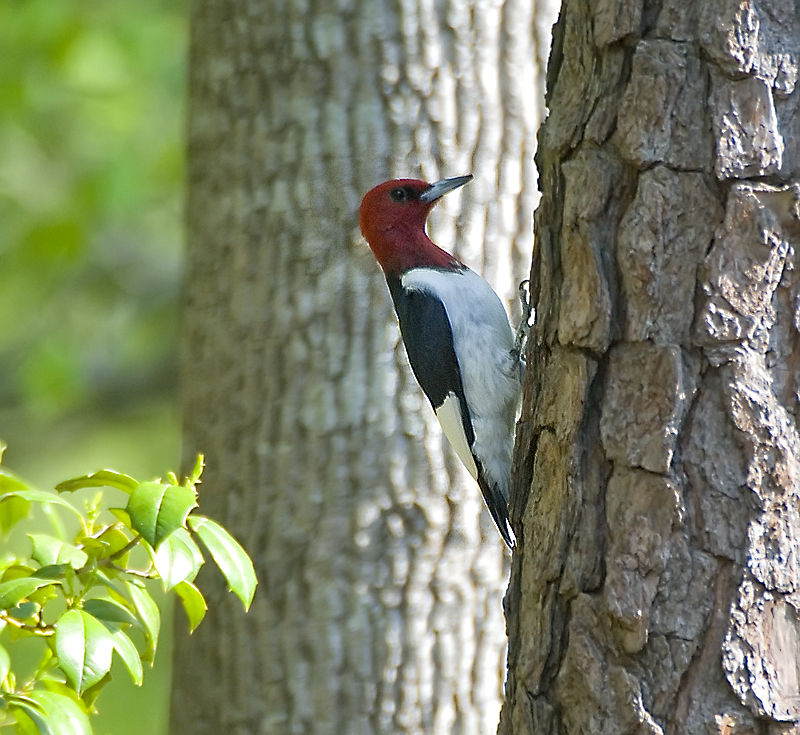
Pájaro carpintero cabecirrojo (Melanerpes erythrocephalus), especie autóctona de los bosques templados de Norteamérica.

Al igual que sucede con las plantas, los animales que viven en el bosque caducifolio templado deben ser capaces de adaptarse a las estaciones cambiantes. Por ello las diferentes especies que lo habitan han desarrollado diversos métodos para afrontar el paso las estaciones, como la hibernación de ciertos mamíferos o la migración que realizan numerosas aves a zonas con mayor abundancia de alimentos. Una de las características de los animales de este ecosistema es que están asociados a la estratificación y a las formas de crecimiento de las plantas y árboles, de modo que muchas especies llevan una vida arbórea mientras que otros rara vez se alejan del suelo. 
Muchos animales bien conocidos viven en este tipo de bosque. La madera caída, conocida como escombros leñosos gruesos, proporciona el abrigo para muchas clases de anfibios, particularmente salamandras.

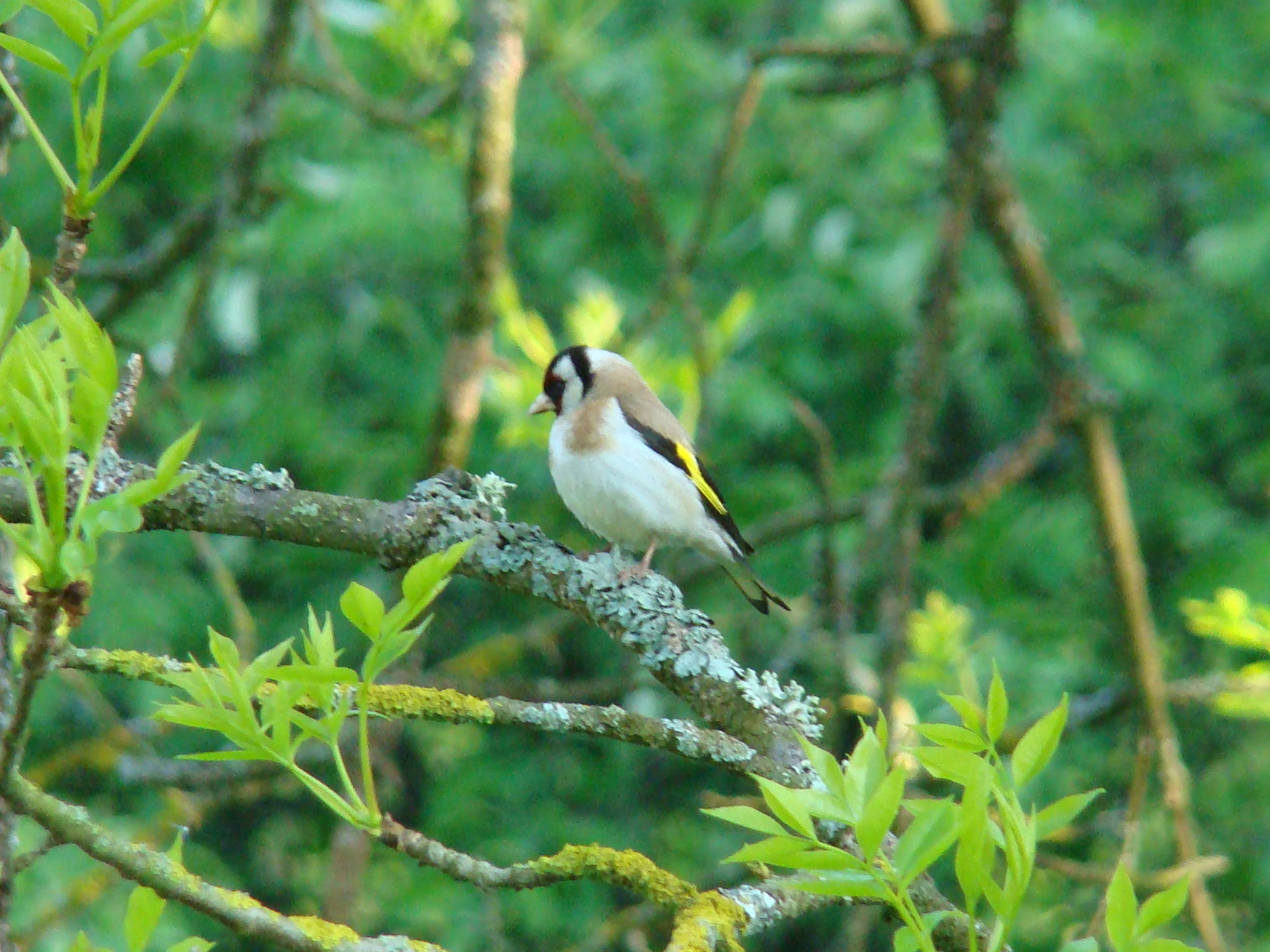
Jilguero europeo (Carduelis carduelis), ave paseriforme que permanece todo el año en los bosques templados de Europa.

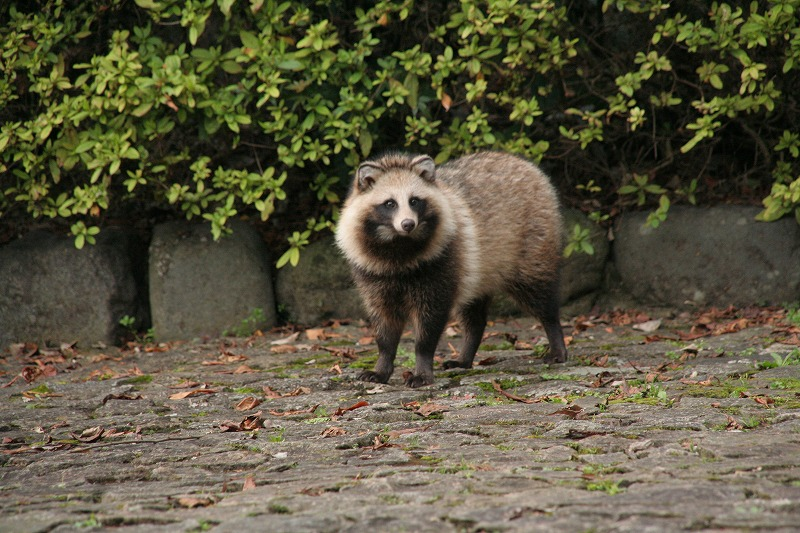
Perro mapache (Nyctereutes procyonoides), cánido autóctono de los bosques de Asia oriental.

Las aves en numerosas ocasiones están representadas por especies que emigran a zonas más cálidas durante el invierno si bien también existen especies que permanecen durante los meses más fríos, e incluso especies que provienen de regiones más septentrionales. Raramente se desplazan de manera libre por los estratos, sino que suelen quedarse solo en uno. Las especies más abundantes en estos entornos son los gansos, los pájaros carpinteros, rapaces como los gavilanes, las colúmbidas, los estrigiformes, o los faisánidos entre otros.
Entre los mamíferos habituales encontramos grandes y medianos herbívoros como los cérvidos, los súidos y algunos bovinos y caprinos; pequeños herbívoros de hábitos tanto terrestres (lagomorfos, roedores muroideos) como arbóreos (ardillas, puercoespines) e incluso acuáticos (castores); depredadores primarios y secundarios (cánidos, felinos, mustélidos, erizos, soricomorfos) e incluso especies omnívoras (prociónidos, úrsidos).
Los reptiles son menos comunes a medida que aumenta la cercanía a los polos debido a que, al ser ectotermos, durante los meses más fríos estos se ven obligados a refugiarse en entornos aislados del exterior. Los principales representantes son los lacertilios y los ofidios, además de algunos quelonios.

## Acción antrópica

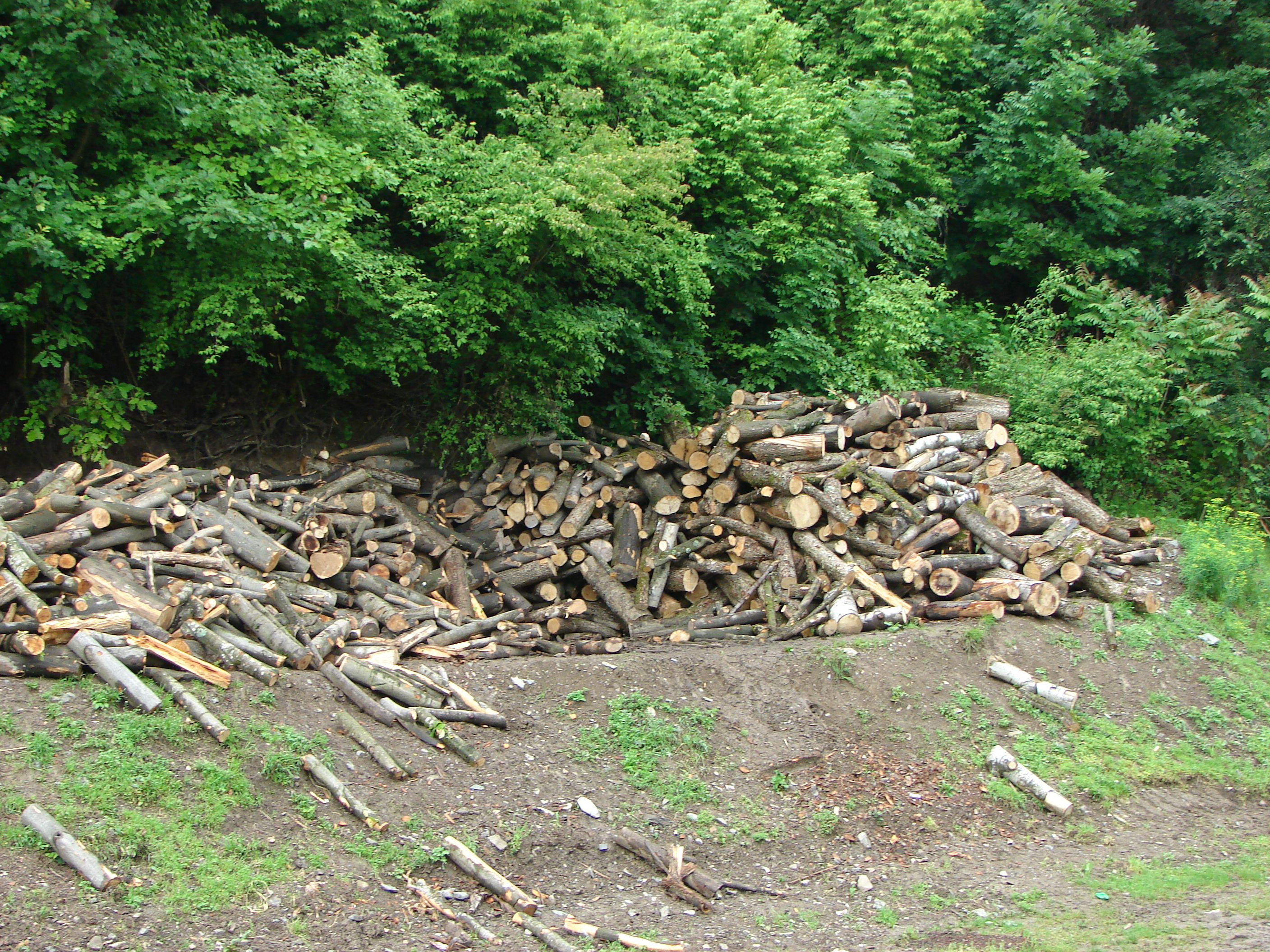
Pila de troncos apilados para la obtención de madera. La deforestación a la que el ser humano somete a los bosques caducifolios a día de hoy se ha convertido en un problema para su conservación.

Debido a que estos bosques se sitúan en las zonas templadas del planeta el ser humano ha colonizado en numerosas ocasiones áreas pertenecientes a este tipo de bosque. Por ello estos han sido utilizados y remodelados con numerosos fines, cosechado madera para la fabricación de utensilios, la construcción de sus asentamientos y el mobiliario de estos y la obtención de papel y carbón; además de abrir estos para obtener áreas de cultivo y pastos para el ganado. Como resultado, menos de la cuarta parte de los bosques originales permanecen. Muchos bosques son ahora pequeños fragmentos disecados por campos y caminos; estas islas de verde a menudo difieren sustancialmente de los bosques originales, particularmente a lo largo de los bordes.

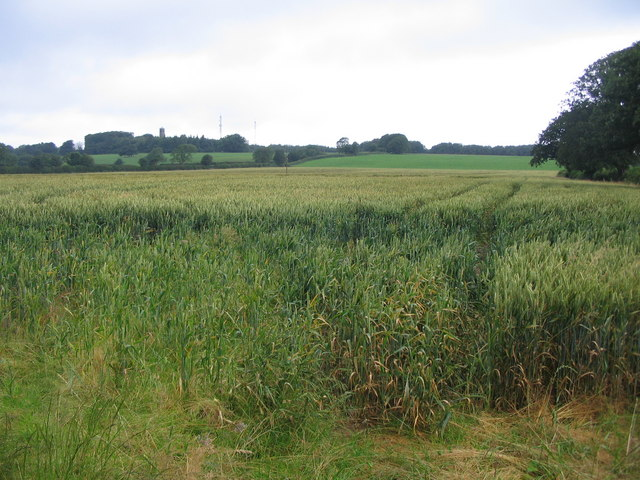
Los bosques caducifolios suelen ser abiertos para el desarrollo de zonas agrícolas.

La introducción de enfermedades exóticas sigue siendo una amenaza para los árboles forestales y, por lo tanto, para el bosque , entre los que se incluyen la pérdida de especies como el castaño y el olmo. Al mismo tiempo, especies tales como ciervos, que son habitantes de los claros en vez de animales de bosque verdaderos, han ampliado su gama y han proliferado en estos paisajes alterados. La continua presión para aumentar las poblaciones de ciervos y la continua matanza de carnívoros superiores, sugiere que el pastoreo excesivo por ciervos continuará siendo un problema significativo de conservación forestal. 
A día de hoy se considera que los criterios objetivos para la restauración del bosque caducifolio incluyen la presencia de árboles grandes, escombros leñosos gruesos, plantas efímeras de primavera y la reintroducción de depredadores superiores.